# Discografía de Pol Granch
La Discografía del cantante Español Pol Granch se compone de tres álbumes de estudio, un EP, veinticuatro sencillos y tres sencillos como artista invitado. Su material discográfico es distribuido por Sony Music Entertainment España. 

## Álbumes

### Álbumes de estudio
| Título             | Detalles | Posición máxima |
| ------------------ | --- | --------------- |
| Tengo que calmarme | - Lanzamiento: 26 de junio de 2020 - Sello: Sony Music Entertainment España - Formatos: CD, descarga digital, streaming   | 12              |
| Amor Escupido      | - Lanzamiento: 28 de octubre de 2022 - Sello: Sony Music Entertainment España - Formatos: CD, descarga digital, streaming | —               |
| Experimento 0150   | - Lanzamiento: 18 de octubre de 2024 - Sello: Sony Music Entertainment España - Formatos: CD, descarga digital, streaming | —               |

### EPs
| Título     | Detalles | Posición máxima |
| ---------- | --- | --------------- |
| Pol Granch | - Lanzamiento: 26 de abril de 2019 - Sello: Sony Music Entertainment España - Formatos: descarga digital, streaming | 85              |

## Sencillos

#### Como artista Principal
| "Late"                                                                      | 2019 | —  | —  | —  | —  |                                                  | Pol Granch         |
| "Perdón por las horas"                                                      | 2019 | —  | —  | —  | —  |                                                  | Pol Granch         |
| "Desastre"                                                                  | 2019 | —  | —  | —  | —  |                                                  | Pol Granch         |
| "Te Quiodio"                                                                | 2019 | —  | —  | —  | —  |                                                  | Tengo que calmarme |
| "M conformo"                                                                | 2019 | —  | —  | —  | —  |                                                  | Tengo que calmarme |
| "En llamas" (con Natalia Lacunza)                                           | 2020 | 91 | —  | —  | —  |                                                  | Tengo que calmarme |
| "Millonario"                                                                | 2020 | —  | —  | —  | —  |                                                  | Tengo que calmarme |
| "Tengo que calmarme"                                                        | 2020 | —  | —  | —  | —  |                                                  | Tengo que calmarme |
| "Chocolatito"                                                               | 2020 | —  | —  | —  | —  |                                                  | Tengo que calmarme |
| "Tiroteo" (con Marc Seguí)                                                  | 2021 | 5  | —  | —  | —  | - PROMUSICAE: Oro                                | Thermo Mix         |
| "No pegamos"                                                                | 2021 | 22 | —  | —  | —  |                                                  | Amor Escupido      |
| "Tiroteo (Remix)" (con Marc Seguí & Rauw Alejandro)                         | 2021 | 4  | 12 | 39 | 1  | - PROMUSICAE: 5x Platino - RIAA: Platino (Latin) | Sin álbum          |
| "Lüky Charm"                                                                | 2021 | —  | —  | —  | 82 |                                                  | Amor Escupido      |
| "De Colegio"                                                                | 2022 | —  | —  | —  | —  |                                                  | Amor Escupido      |
| "Kriño"                                                                     | 2022 | —  | —  | —  | —  |                                                  | Amor Escupido      |
| "No Te Bastó, Mi Corazón"                                                   | 2022 | —  | —  | —  | —  |                                                  | Amor Escupido      |
| "solo x ti"                                                                 | 2022 | —  | —  | —  | —  |                                                  | Amor Escupido      |
| "Platicamos" (con Leon Leiden)                                              | 2022 | —  | —  | —  | —  |                                                  | Amor Escupido      |
| "Nena"                                                                      | 2022 | —  | —  | —  | —  |                                                  | Amor Escupido      |
| "Que Todo Sea Probar"                                                       | 2022 | —  | —  | —  | —  |                                                  | Amor Escupido      |
| "Cuando Salto Me Duele"                                                     | 2023 | —  | —  | —  | —  |                                                  | Experimento 0150   |
| "Tiroteao"                                                                  | 2023 | —  | —  | —  | —  |                                                  | Experimento 0150   |
| "Gigante"                                                                   | 2024 | —  | —  | —  | —  |                                                  | Experimento 0150   |
| "Titiritar"                                                                 | 2024 | —  | —  | —  | —  |                                                  | Experimento 0150   |
| "Fotomatón"                                                                 | 2024 | —  | —  | —  | —  |                                                  | Experimento 0150   |
| "—" denota que el sencillo no se lanzó o no se posicionó en ese territorio. |      |    |    |    |    |                                                  |                    |

### Como artista Invitado
| Título                                                    | Año  | Álbum     |
| --------------------------------------------------------- | ---- | --------- |
| "Cuando me mirabas" (Soge Culebra con Walls & Pol Granch) | 2020 | Sin álbum |
| "Colores" (Paris Boy con Pol Granch)                      | 2022 | Sin álbum |
| "Guerra Fria" (Matt Hunter, Yorghaki con Pol Granch)      | 2022 | Sin álbum |